# Kanton Coulanges-sur-Yonne
Kanton Coulanges-sur-Yonne is een voormalig kanton van het Franse departement Yonne. Het kanton maakte deel uit van het arrondissement Auxerre. Het werd opgeheven bij decreet van 13 februari 2014 met uitwerking op 22 maart 2015. De gemeenten toegevoegd aan het dan nieuw gevormde kanton Joux-la-Ville, met uitzondering van Andryes en Étais-la-Sauvin, die aan het nieuwe kanton Vincelles zijn toegevoegd.

## Gemeenten
Het kanton Coulanges-sur-Yonne omvatte de volgende gemeenten:
- Andryes
- Coulanges-sur-Yonne (hoofdplaats)
- Crain
- Étais-la-Sauvin
- Festigny
- Fontenay-sous-Fouronnes
- Lucy-sur-Yonne
- Mailly-le-Château
- Merry-sur-Yonne
- Trucy-sur-Yonne